# Hermann Schultz
Heinrich Hermann Schultz, född den 30 december 1836 i Lüchow i Lüneburg, död den 15 maj 1903 i Göttingen, var en tysk protestantisk teolog. 
Schultz blev ordinarie professor 1864 i Basel, 1872 i Strassburg, 1874 i Heidelberg och 1876 i Göttingen, där han tillika beklädde platsen som förste universitetspredikant. Hans akademiska lärarverksamhet omfattade så skilda fack som gammaltestamentlig exegetik, systematisk teologi och praktisk teologi; som vetenskaplig författare framträdde han framför allt på de båda förstnämnda områdena. 
Av hans exegetiska arbeten är det utan jämförelse mest betydande Theologie des alten testaments (1869; 5:e upplagan 1896), som länge på sitt område intog en erkänd rangplats och i vars olika upplagor Schultz med beundransvärd vetenskaplig energi inarbetade de för hela uppfattningen av Israels religionsutveckling omvälvande resultaten av Wellhausens och hans "skolas" forskningar. 
Som systematiker gjorde Schultz betydande insatser dels genom i sitt slag mönstergilla, hela den systematiska teologins område omfattande läroböcker (Grundriss der christlichen Apologetik, 1894, 2:a upplagan 1902; Grundriss der evangelischen Dogmatik, 1890, 3:e upplagan 1902; Grundriss der evangelischen Ethik, 1891, 3:e upplagan 1902), dels genom flera större, monografiska arbeten: Die Lehre von der Gottheit Christi (1880), Studien und Kritiken zur Lehre vom heiligen Abendmahl (Nattvard) (1886) med flera. 
Dessutom utgav Schultz, vilken som predikant var synnerligen uppburen, tre predikosamlingar (1880, 1902, 1903). Till sin teologiska ståndpunkt plägar Schultz räknas till Ritschls "skola". Dock är Schultzs samstämmighet med Ritschl snarare frukten av en parallell utveckling än av ett direkt inflytande av Ritschl, och från dennes kärva ensidighet skiljer sig Schultz genom sin mera förmedlande hållning.